# Нотоэдроз
Нотоэдро́з (Notoedrosis) — акариаз человека и домашних животных, характеризующийся раздражением кожи, зудом.
Клещи рода Notoedres (сем. Sarcoptidae) паразитируют под эпидермалъным слоем кожи у собак, кошек и крыс. Легко переходят с одного вида животного на другой, а также на человека. Возбудители нотоэдроза у кошек, собак и кроликов — Notoedres cati, только у кроликов — N. cuniculi, у крыс и мышей — N. musculi, только у крыс — N. notoedres. Тело взрослых клещей округлое, грязно-серого цвета, дл. 0,2—0,45 мм. Хоботок подковообразной формы. Анус на дорзальной стороне тела, у самок там же коггулятивное отверстие. Ноги короткие, конусовидные. Обитают и размножаются в толще эпидермиса. Вне тела хозяина при t 15—20˚С живут св. 12 сут; яйца более устойчивы к воздействию внешней среды. Источник возбудителя инвазии — больные животные.
Люди заражаются от больных нотоэдрозом животных. Поражается кожа груди, плеч, живота, бёдер. Возбудитель нотоэдроза паразитирует у человека (несвойственный хозяин) до 30 суток (так как N. cati не способен размножаться на коже человека).
Больных животных изолируют от здоровых и от людей. При нотоэдрозе у кошек поражается кожа на голове, главным образом в области ушей. При запущенных случаях животные погибают. У собак зудни поселяются на различных участках кожи головы, преимущественно у края ушной раковины.